# Serge Roman
Serge Roman (* Arad, Rumänien) ist Kameramann und Regisseur. Bekannt wurde er durch Werbefilme, wie den griechischen Werbespot für den VW Golf IV GTI, für den er 2002 auf dem Werbefilmfestival in Cannes die Auszeichnung  „best submission from greece/cannes“ verliehen bekam.

## Leben
Serge Roman wurde als Sohn eines Kinderarztes geboren. In den 1970er Jahren besuchte er in Bukarest die Film und Medienuniversität.
Er wanderte 1979 nach Deutschland aus, wo er viele Jahre lebte. Später übersiedelte er nach Spanien, wo er mit seiner polnischen Ehefrau Magdalena Roman lebt.
Schon zu Beginn seiner Tätigkeit als Kameramann arbeitete er eng mit dem deutschen Regisseur Nico Beyer zusammen. Zu seinen Auftraggebern gehörten unter anderem Audi, Volkswagen, Chevrolet, Sky, Nissan, Toyota und mobile.de. Zudem kooperiert er mit CoolShots in Spanien, MarkenFilm und Sentimental Film.

## Filmografie
- 1984: Das dicke Kind
- 1985: Zu Hause – was ist das eigentlich?
- 1985: Was geschah wirklich zwischen den Bildern?
- 1986: Johnny Flash
- 1986/1987: Ein trefflich rauh Land. Ein Jahr in der Schnee-Eifel
- 1987/1988: Die Zentrale
- 1988: Blindman’s Ball
- 1990/1991: Candida
- 1994: Xoanon
- 1997: Praxis Dr. Hasenbein

## Ausgewählte Werbefilme
- LA CAXIA: Bronze Lion - Cannes (PDF; 26 kB)
- JEEP: “Liberty”: Propaganda Films (PDF; 26 kB)
- LEXUS: Compass Films (PDF; 26 kB)
- PONTIAC: Compass Films (PDF; 26 kB)
- GMC ENVOY: Coppos Films (PDF; 26 kB)
- HONDA: Coppos Films (PDF; 26 kB)
- ANTI VIOLENCE PSA: “AMERICAN MOVIES”:GOLD LION – CANNES 1999 (PDF; 26 kB)
- SWF: SILVER LION – CANNES 1999 (PDF; 26 kB)
- CAJA MADRID: “MAN ON YOUR BACK” *GOLD LION – CANNES 1998 (PDF; 26 kB)
- ALPIA  CHOCOLAT JINGLE PROMO: Beyer & Bintz SILVER MEDAL ART DIRECTORS  CLUB - 1999 (PDF; 26 kB)